# Elena Bellò
Elena Bellò (Schio, 18 gennaio 1997) è una mezzofondista italiana, specializzata negli 800 metri piani.
Con il tempo di 1'58"97, stabilito il 9 giugno 2022 al Golden Gala di Roma, detiene la quarta prestazione italiana di sempre negli 800 metri piani.
Nella stessa specialità ha gareggiato ai Giochi olimpici di Tokyo 2020, fermandosi in semifinale, ed è stata medaglia d'oro ai Campionati del Mediterraneo under 23 2018. Ha inoltre vinto per sei volte il titolo di campionessa italiana assoluta degli 800 m piani, di cui due outdoor e quattro indoor.

## Biografia

### Gli inizi e le società di appartenenza
Dopo aver praticato ginnastica ritmica è passata all’atletica nel 2010 iniziando con la Polisportiva Montecchio Precalcino; nel biennio 2011-2012 è stata tesserata dalla Polisportiva Dueville.
Dal 2013 indossa i colori dell’Atletica Vicentina e dal 2015 ha il doppio tesseramento con le Fiamme Azzurre.

### 2011-2014: i primi titoli italiani giovanili e l’argento alle Gymnasiadi di Brasilia
Durante il biennio tra le cadette, 2011-2012, ha fatto bis di medaglie (bronzo ed argento) sui 1000 m ai campionati italiani under 16.
Ai Mondiali allieve di Donec'k in Ucraina nel 2013 è stata la prima esclusa dalla finale degli 800 m e poi è giunta settima con la staffetta mista; verso la fine della stagione agonistica in Brasile, ha vinto la medaglia d’argento negli 800 m alle Gymnasiadi a Brasilia.
Il 2014 l’ha vista cogliere un doppio quarto posto negli 800 metri in rassegne internazionali di categoria: nell’ordine, ai Trials europei giochi olimpici giovanili di Baku (Azerbaigian) e poi ai Giochi olimpici giovanili di Nanchino (Cina).
Durante lo stesso biennio di categoria, ha centrato l’accoppiata di titoli nazionali under 18 su 400 m indoor (con oltre un secondo sull’argento di Sara Sinopoli 56”12 contro 57”28) ed 800 m all’aperto; inoltre agli assoluti di Milano 2013 è giunta quarta sia negli 800 m che con la staffetta 4x400 m.

### 2015-2018: l’esordio con la Nazionale seniores negli Eurocross, il titolo assoluto indoor negli 800 metri e gli Europei
Nel 2015 ha vinto il titolo italiano juniores indoor negli 800 m (2”44) e la medaglia di bronzo sulla stessa distanza ai campionati nazionali under 20 all’aperto. Ha preso parte agli Europei juniores di Eskilstuna (Svezia) non superando la batteria degli 800 m.
Nel 2016 è diventata campionessa italiana under 20 nella stessa distanza sia al coperto che all’aperto. Ha partecipato in Polonia ai Mondiali under 20 di Bydgoszcz, uscendo subito in batteria negli 800 m.
Nel 2017 ha chiuso sesta in ambito internazionale sia negli 800 m agli Europei under 23 di Bydgoszcz (Polonia) sia nella staffetta mista degli Europei di corsa campestre a Šamorín in Slovacchia, dove ha fatto il suo esordio con la Nazionale seniores. A livello nazionale, invece, è stata per tre volte vicecampionessa tricolore negli 800 m ai campionati promesse ed assoluti indoor, e under 23 all’aperto.
Durante la stagione indoor del 2018, ha vinto il titolo italiano promesse indoor negli 800 m ad Ancona; in seguito si è laureata per la prima volta campionessa assoluta al coperto sugli 800 m, precedendo Joyce Mattagliano. Il 10 giugno ha vinto la prima medaglia internazionale negli 800 metri dei Giochi del Mediterraneo under 23 di Jesolo. Il 7 agosto ha gareggiato in Germania con la nazionale maggiore agli Europei di Berlino, uscendo in batteria negli 800 m.

### 2020-2024: i Giochi Olimpici
Dall’autunno 2020 è passata sotto la guida di Alessandro Simonelli a Giussano (Monza e Brianza). Nel 2021 si è migliorata di quasi un secondo negli 800 in 2'00"44, guadagnandosi la convocazione alle sue prime Olimpiadi, disputate a Tokyo un anno dopo l'avvento della crisi pandemica da Covid-19. Qui ha corso la propria batteria in 2'01"07, riuscendo ad accedere alle semifinali, chiuse col tempo di 2'02"35.
Nel 2022 è cresciuta ulteriormente al coperto con 2'01"45, ma soprattutto è scesa fino a 1'58"97 all’aperto, risultato che l'ha collocata al terzo posto all time delle graduatorie italiane, con il ritorno di un’italiana sotto i due minuti dopo dodici anni. Nel 2023 ha stabilito il record italiano dei 1000 indoor con 2'37"09 e nel 2024 si è portata sugli 800 a 1'58"89. 
Il 2024 è coronato dalla partecipazione alla seconda Olimpiade, a Parigi. Nelle batterie corre il doppio giro in 1'59"98, giungendo settima al traguardo. Nel turno di ripescaggio (introdotto proprio in occasione di questi Giochi) incorre in una gara tattica che la vede arrivare seconda in 2'02"35, risultato che non le consente di accedere alle semifinali.

## Record nazionali
Assoluti
- 1000 metri piani indoor: 2'37"09 ( Birmingham, 25 febbraio 2023)

Promesse
- 600 metri piani: 1'29"20 ( Milano, 18 aprile 2018)[8]

Juniores
- 600 metri piani: 1'30"36 ( Rovereto, 14 aprile 2014)[9]

Allieve
- 600 metri piani: 1'30"36 ( Rovereto, 14 aprile 2014)[9]

## Progressione

### 800 metri piani
| Stagione | Tempo   | Luogo       | Data      | Rank. Mond. |
| -------- | ------- | ----------- | --------- | ----------- |
| 2024     | 1'58"89 | Londra      | 20-7-2024 |             |
| 2023     | 2'00"61 | Chorzów     | 16-7-2023 |             |
| 2022     | 1'58"97 | Chorzów     | 6-8-2022  |             |
| 2022     | 1'58"97 | Roma        | 9-6-2022  |             |
| 2021     | 2'00"44 | Rovereto    | 26-6-2021 |             |
| 2020     | 2'01"34 | Stettino    | 16-8-2020 |             |
| 2019     | 2'02"68 | Rovereto    | 27-8-2019 |             |
| 2018     | 2'02"28 | Oordegem    | 26-5-2018 |             |
| 2017     | 2'04"32 | Gavardo     | 4-6-2017  |             |
| 2016     | 2'05"81 | Castiglione | 17-5-2016 |             |
| 2015     | 2'06"75 | Gavardo     | 17-5-2015 |             |
| 2014     | 2'06"31 | Nanchino    | 23-8-2014 |             |
| 2013     | 2'06"42 | Milano      | 27-7-2013 |             |

### 800 metri piani indoor
| Stagione | Tempo   | Luogo    | Data      | Rank. Mond. |
| -------- | ------- | -------- | --------- | ----------- |
| 2023/24  | 2'01"93 | Madrid   | 23-2-2024 |             |
| 2022/23  | 2'02"86 | Metz     | 11-2-2023 |             |
| 2021/22  | 2'01"45 | Ancona   | 27-2-2022 |             |
| 2020/21  | 2'03"45 | Ancona   | 21-2-2021 |             |
| 2019/20  | 2'05"86 | Eaubonne | 17-2-2020 |             |
| 2018/19  | 2'05"06 | Sabadell | 6-2-2019  |             |
| 2017/18  | 2'06"14 | Gand     | 10-2-2018 |             |
| 2016/17  | 2'05"77 | Ancona   | 19-2-2017 |             |
| 2015/16  | 2'07"93 | Padova   | 27-2-2016 |             |
| 2014/15  | 2'09"19 | Padova   | 22-2-2015 |             |
| 2013/14  | 2'08"76 | Ancona   | 23-2-2014 |             |
| 2012/13  | 2'19"34 | Parma    | 2-2-2013  |             |

## Palmarès
| Anno | Manifestazione      | Sede       | Evento          | Risultato  | Prestazione | Note                          |
| ---- | ------------------- | ---------- | --------------- | ---------- | ----------- | ----------------------------- |
| 2013 | Mondiali U18        | Donec'k    | 800 m piani     | Semifinale | 2'08"69     | [ 10 ]                        |
| 2013 | Mondiali U18        | Donec'k    | Svedese         | 7ª         | 2'10"64     | [ 11 ]                        |
| 2014 | Olimpiadi giovanili | Nanchino   | 800 m piani     | 4ª         | 2'06"31     | Miglior prestazione personale |
| 2015 | Europei U20         | Eskilstuna | 800 m piani     | Batteria   | 2'09"09     | [ 12 ]                        |
| 2016 | Mondiali U20        | Bydgoszcz  | 800 m piani     | Batteria   | 2'13"05     | [ 13 ]                        |
| 2017 | Europei U23         | Bydgoszcz  | 800 m piani     | 6ª         | 2'05"96     | [ 14 ]                        |
| 2017 | Europei di cross    | Šamorín    | Staffetta mista | 6ª         | 19'10"      |                               |
| 2018 | Mediterraneo U23    | Jesolo     | 800 m piani     | Oro        | 2'04"31     | [ 15 ]                        |
| 2018 | Europei             | Berlino    | 800 m piani     | Batteria   | 2'02"77     | [ 16 ]                        |
| 2019 | Europei U23         | Gävle      | 800 m piani     | 6ª         | 2'07"59     |                               |
| 2021 | Europei indoor      | Toruń      | 800 m piani     | Semifinale | 2'03"61     |                               |
| 2021 | Giochi olimpici     | Tokyo      | 800 m piani     | Semifinale | 2'02"35     |                               |
| 2022 | Mondiali indoor     | Belgrado   | 800 m piani     | Batteria   | 2'02"35     |                               |
| 2022 | Mondiali            | Eugene     | 800 m piani     | Semifinale | 2'00"34     |                               |
| 2022 | Europei             | Monaco     | 800 m piani     | Semifinale | 2'01"67     |                               |
| 2023 | Europei indoor      | Istanbul   | 800 m piani     | Batteria   | 2'05"06     |                               |
| 2023 | Mondiali            | Budapest   | 800 m piani     | Batteria   | 2'01"38     |                               |
| 2024 | Europei             | Roma       | 800 m piani     | Batteria   | 2'02"75     |                               |
| 2024 | Giochi olimpici     | Parigi     | 800 m piani     | Batteria   | 1'59"98     |                               |

## Campionati nazionali
- 2 volte campionessa nazionale assoluta degli 800 m piani (2020, 2021)
- 4 volte campionessa nazionale assoluta indoor degli 800 m piani (2018, 2019, 2020, 2021)
- 1 volta campionessa nazionale promesse indoor degli 800 m piani (2018)
- 1 volta campionessa nazionale juniores degli 800 m piani (2016)
- 2 volte campionessa nazionale juniores indoor degli 800 m piani (2015, 2016)
- 2 volte campionessa nazionale allieve degli 800 m piani (2013, 2014)
- 2 volte campionessa nazionale allieve indoor dei 400 m piani (2013, 2014)

2011
- 71ª ai campionati italiani cadetti di corsa campestre (Nove), 2 km - 7'44"[17]
- Bronzo ai campionati italiani cadetti (Jesolo), 1000 m piani - 3'04"51[18]

2012
- 17ª ai campionati italiani cadetti di corsa campestre (Correggio), 2 km - 8'13"[19]
- Argento ai campionati italiani cadetti (Jesolo), 1000 m piani - 2'58"43[20]

2013
- Oro ai campionati italiani allievi indoor (Ancona), 400 m piani - 57"12[21]
- In finale ai campionati italiani allievi indoor (Ancona), 4×200 m - dq[22]
- 4ª ai campionati italiani assoluti (Milano), 800 m piani - 2'06"42 [23]
- 4ª ai campionati italiani assoluti (Milano), 4×400 m - 3'44"81[24]
- Oro ai campionati italiani allievi (Jesolo), 800 m piani - 2'13"67[25]
- In finale ai campionati italiani allievi (Jesolo), 400 m piani - dns[26]

2014
- Oro ai campionati italiani allievi indoor (Ancona), 400 m piani - 56"12[27]
- 5ª ai campionati italiani assoluti indoor (Ancona), 800 m piani - 2'08"76 [28]
- Oro ai campionati italiani allievi (Rieti), 800 m piani - 2'06"74[29]
- 4ª ai campionati italiani allievi (Rieti), 1500 m piani - 4'41"89[30]
- 7ª ai campionati italiani assoluti (Rovereto), 800 m piani - 2'11"48[31]

2015
- Oro ai campionati italiani juniores indoor (Ancona), 800 m piani - 2'09"58[32]
- 4ª ai campionati italiani assoluti indoor (Padova), 800 m piani - 2'09"19 [33]
- Bronzo ai campionati italiani juniores (Rieti), 800 m piani - 2'09"12[34]
- 6ª ai campionati italiani assoluti (Torino), 800 m piani - 2'07"01[35]

2016
- Oro ai campionati italiani juniores indoor (Ancona), 800 m piani - 2'11"50[36]
- 6ª ai campionati italiani assoluti indoor (Ancona), 800 m piani - 2'08"42[37]
- Oro ai campionati italiani juniores (Bressanone), 800 m piani - 2'08"83[38]
- 5ª ai campionati italiani juniores (Bressanone), 1500 m piani - 4'34"07[39]

2017
- Argento ai campionati italiani promesse indoor (Ancona), 800 m piani - 2'08"38[40]
- Argento ai campionati italiani assoluti indoor (Ancona), 800 m piani - 2'05"77 [41]
- Argento ai campionati italiani promesse (Firenze), 800 m piani - 2'10"46[42]
- In finale ai campionati italiani promesse (Firenze), 1500 m piani - dns[43]
- 6ª ai campionati italiani assoluti (Trieste), 800 m piani - 2'05"86[44]

2018
- Oro ai campionati italiani promesse indoor (Ancona), 800 m piani - 2'07"40[45]
- Oro ai campionati italiani assoluti indoor (Ancona), 800 m piani - 2'05"30 [46]
- Argento ai campionati italiani assoluti (Pescara), 800 m piani - 2'02"65[47]

2019
- Argento ai campionati italiani assoluti (Bressanone), 1500 m piani - 4'31"55

2020
- Oro ai campionati italiani assoluti (Padova), 800 m piani - 2'04"01

2021
- Oro ai campionati italiani assoluti (Rovereto), 800 m piani - 2'00"44

2022
- Argento ai campionati italiani assoluti indoor (Ancona), 800 m piani - 2'01"45
- Bronzo ai campionati italiani assoluti (Rieti), 1500 m piani - 4'15"24

2023
- Bronzo ai campionati italiani assoluti (Molfetta), 800 m piani - 2'01"22

2024
- Argento ai campionati italiani assoluti indoor, 800 m piani - 2'03"90

2025
- 7ª ai campionati italiani assoluti, 800 m piani - 2'02"29
- Bronzo ai campionati italiani assoluti indoor, 800 m piani - 2'04"67

## Altre competizioni internazionali
2013
- Argento alle Gymnasiadi ( Brasilia), 800 m piani - 2'11"54

2014
- 4ª ai Trials europei per i Giochi olimpici giovanili ( Baku), 800 m piani - 2'10"12

2021
- Argento nella Super League degli Europei a squadre ( Chorzów), 800 m piani - 2'02"26
- 10ª alla BOclassic ( Bolzano) - 16'51"

2022
- Bronzo al Golden Gala Pietro Mennea ( Roma), 800 m piani - 1'58"97
- 4ª al Meeting international Mohammed VI d'athlétisme de Rabat ( Rabat), 800 m piani - 2'00"76

2023
- 4ª alla Birmingham World Indoor Tour Final ( Birmingham), 1000 m piani indoor - 2'37"09

2024
- 10ª al London Athletics Meet 2024 ( Londra), 800 m piani - 1'58"89
- 7ª alla Doha Diamond League ( Doha), 800 m piani - 1'59"83
- 4ª ai Bislett Games ( Oslo), 800 m piani - 2'00"05